# Consello de Forzas Políticas Galegas
El Consello de Forzas Políticas Galegas (CFPG) (en castellano Consejo de Fuerzas Políticas Gallegas) fue una plataforma política de Galicia (España) creada en enero de 1976 a iniciativa de Unión do Povo Galego e integrada además por el Partido Socialista Galego y el Partido Galego Social Demócrata. Posteriormente (abril de 1976) se unieron el Partido Carlista de Galicia y el Movimiento Comunista de Galicia. Sin embargo, la entrada en la plataforma del Movimiento Comunista provocó la ruptura del CFPG, ya que el MCG se negó a que sus miembros abandonaran Comisiones Obreras. Como reacción la UPG y el PGSD dejaron el Consello en octubre de 1976. 
El CFPG tenía un programa rupturista basado en las denominadas "Bases Constitucionales" (abril de 1976), el cual recogía el derecho de autodeterminación de Galicia.